# チェルナヴォダ
チェルナヴォダ（ルーマニア語: Cernavodă）は、ルーマニアのドブロジャ地方、コンスタンツァ県にある町。トルコ名はボアズキョイ（トルコ語: Boğazköy）である。人口は2万514人。
町の名はブルガリア語で「黒い水」を意味するチェルナ・ヴォダ（черна вода）からきている。

## 経済
ドナウ川の港町である一方、2基のCANDU炉から成り、国内の電気出力の18%を担うチェルナヴォダ原子力発電所がある。カナダのアトミック・エナジー・オブ・カナダ・リミテッドとイタリアのアンサルードの合弁による2号機は、2007年11月に完全に稼動を開始した。
当地からアジジェア、ナヴォダリまで、1984年開通のドナウ・黒海運河が延びている。
郊外には多くのぶどう園があり、シャルドネ種のワインがつくられている。

## 歴史
紀元前4世紀に古代ギリシャ人がダキア人との交易所として、アクシオポリスの名で建設した。オスマン帝国の支配下にあった1860年に、コンスタンツァとの間で鉄道が開通した。